# 제13회 부산독립영화제
제13회 부산독립영화제는 2011년 11월 24일에 열린 시상식이다.

## 수상 및 후보

### 우수상
- 할매 - 김지곤 수상
- 상수 - 배기성 수상

### 공식상영작
- 시간이 머무는 그 자리 - 우승인
- 페스트 - 김영수
- 보이지 않는 - 무라트 콥츄
- 운수, 좋은 날 - 김병준
- 할매 - 김지곤
- 사랑해, 드엉티짱 - 김수연
- 딸꾹질 하는 남자 - 이준호
- 낯선... - 김병준
- 타래의 맛 - 김주현
- 아웃빽 - 박중언
- 상수 - 배기성
- 플란다스를 향해 - 이현석
- 아이들이 타고 있어요 - 차영석
- 쌍둥이 - 이정민
- 날개를 달아줘 - 홍경미
- 하얀 여행 - 이유진

### 특별초청작
- 작별들 - 김백준
- 수상한 이웃들 - 양영철
- 미스진은 예쁘다. - 장희철
- 두 얼굴의 전쟁 - 손승웅
- 도다리 - 박준범
- 나비와 바다 - 박배일
- 모던 로맨스 - 김주현
- 여름의 마지막 - 박규한
- 새 삶 - 서호빈
- 세 도시 이야기 - 야구와 도시 - 김대황 외 3명
- 그대에게 가는 먼 길 - 이수유
- 브레이크 다운 - 김양령
- 구토 - 임경희
- 서부영화 - 이형석
- 청춘예찬 - 박인희
- 산책로, 새벽 - 김지혜
- 석교동 열대야 - 김정윤
- 승(勝) - 먻
- 엄마의 커다란 김치찌개 - 한승훈
- 천국보다 먼 서울 - 전형민